# Dasypus mazzai
Dasypus mazzai é uma espécie de tatu da família dos dasipodídeos (Dasypodidae). É endêmico da Argentina e da  Bolívia, onde habita florestas secas subtropicais.